# 대마면
대마면(大馬面)은 대한민국 전라남도 영광군의 면이다.

## 개요
대마면은 영광군의 동부에 위치하고 있으며 영광군 최고봉인 태청산(593m)을 비롯하여 고성산 (546m), 월랑산(458m)이 노령산맥의 지맥으로 이어 내리고 북으로는 고창군, 동으로는 장성군과 경계를 이루고 있다.

## 행정 구역
- 남산리
- 복평리
- 성산리
- 송죽리
- 원흥리
- 월산리
- 홍교리
- 화평리

## 교육
- 대마초등학교 (월산리)
- 대마동초등학교 (폐교) - 대마면 영장로10길 4 (복평리)
- 대마서초등학교 (폐교) - 대마면 원당길1길 8 (원흥리)
- 영광대마중학교 (월산리)